# Port-Mort
Port-Mort är en kommun i departementet Eure i regionen Normandie i norra Frankrike. Kommunen ligger i kantonen Les Andelys som tillhör arrondissementet Les Andelys. År 2022 hade Port-Mort 891 invånare.

## Befolkningsutveckling
Antalet invånare i kommunen Port-Mort
Referens:INSEE